# Mattia De Sciglio
Mattia De Sciglio (Milaan, 20 oktober 1992) is een Italiaans voetballer die doorgaans als rechtsback speelt. Hij tekende in juli 2017 een contract tot medio 2022 bij Juventus, dat €12.000.000,- voor hem betaalde aan AC Milan. Hij wordt in het seizoen 2020/21 verhuurd aan Olympique Lyon. De Sciglio debuteerde in 2013 in het Italiaans voetbalelftal.

## Clubcarrière
De Sciglio speelde in de jeugd van Cimiano voor hij door scouts van AC Milan werd ontdekt. Hij maakte op 28 september 2011 zijn officiële debuut voor Milan, in de groepsfase van de UEFA Champions League tegen Viktoria Pilsen. Zijn debuut in de Serie A volgde op 12 april 2012, tegen Chievo Verona.
De Sciglio verklaarde op 9 februari 2013 in La Gazzetta dello Sport dat hij op tienjarige leeftijd was getest door stadsrivaal Internazionale. Hij werd echter afgewezen omdat hij fysiek tekort kwam. De Sciglio speelde uiteindelijk meer dan honderd competitiewedstrijden voor AC Milan in de Serie A, vrijwel allemaal als basisspeler.
De Sciglio tekende in juli 2017 een contract tot medio 2022 bij Juventus, de kampioen van Italië in de voorgaande zes jaar. Het betaalde €12.000.000,- voor hem aan AC Milan. In 2020 werd hij verhuurd aan Olympique Lyon.

## Clubstatistieken
| Seizoen     | Club        | Competitie  | Competitie | Competitie | Beker | Beker | Internationaal | Internationaal | Totaal | Totaal |
| Seizoen     | Club        | Competitie  | Wed.       | Dlp.       | Wed.  | Dlp.  | Wed.           | Dlp.           | Wed.   | Dlp.   |
| ----------- | ----------- | ----------- | ---------- | ---------- | ----- | ----- | -------------- | -------------- | ------ | ------ |
| 2011/12     | AC Milan    | Serie A     | 3          | 0          | 0     | 0     | 2              | 0              | 5      | 0      |
| 2012/13     | AC Milan    | Serie A     | 27         | 0          | 1     | 0     | 5              | 0              | 33     | 0      |
| 2013/14     | AC Milan    | Serie A     | 16         | 0          | 2     | 0     | 3              | 0              | 21     | 0      |
| 2014/15     | AC Milan    | Serie A     | 17         | 0          | 1     | 0     | –              | –              | 18     | 0      |
| 2015/16     | AC Milan    | Serie A     | 22         | 0          | 7     | 0     | –              | –              | 29     | 0      |
| 2016/17     | AC Milan    | Serie A     | 25         | 0          | 1     | 0     | –              | –              | 26     | 0      |
| Club totaal | Club totaal | Club totaal | 110        | 0          | 12    | 0     | 10             | 0              | 132    | 0      |
| 2017/18     | Juventus    | Serie A     | 12         | 1          | 1     | 0     | 6              | 0              | 19     | 1      |
| 2018/19     | Juventus    | Serie A     | 22         | 0          | 2     | 0     | 4              | 0              | 28     | 0      |
| 2019/20     | Juventus    | Serie A     | 2          | 0          | 0     | 0     | 0              | 0              | 2      | 0      |
| Club totaal | Club totaal | Club totaal | 36         | 1          | 3     | 0     | 10             | 0              | 49     | 1      |

Bijgewerkt op 6 september 2019

## Interlandcarrière
De Sciglio speelde acht interlands en maakte één doelpunt in het Italiaans elftal onder 19; in 2012 kwam hij vijfmaal in actie voor Italië –21. De Sciglio maakte zijn debuut in het Italiaans voetbalelftal op 31 maart 2013 in een vriendschappelijke interland tegen Brazilië (2–2 gelijkspel). In juni 2013 nam hij met Italië deel aan de FIFA Confederations Cup in WK-gastland Brazilië. Hij speelde mee in vier van de vijf wedstrijden van Italië op het toernooi. In de strafschoppenserie in de kwartfinale tegen Uruguay benutte De Sciglio een van de strafschoppen. Op het WK 2014 speelde De Sciglio één groepswedstrijd (0–1 nederlaag tegen Uruguay). Op 23 mei 2016 werd hij opgenomen in de selectie voor het Europees kampioenschap 2016 in Frankrijk. Italië werd in de kwartfinale na strafschoppen uitgeschakeld door Duitsland.

## Erelijst
| Kampioen Serie A | 3x | 2017/18, 2018/19, 2019/20 |
| Coppa Italia     | 1x | 2017/18                   |

1 Lopes ·
3 Tagliafico ·
4 Akouokou ·
6 Caqueret ·
7 Veretout ·
8 Tolisso ·
9 Orban ·
10 Lacazette  ·
11 Fofana ·
15 Tessmann ·
16 Vinícius ·
17 Benrahma ·
18 Cherki ·
19 Niakhaté ·
20 Kumbedi ·
22 Mata ·
23 Perri ·
27 Omari ·
28 Da Silva ·
31 Matić ·
34 Diawara ·
37 Nuamah ·
40 Descamps ·
55 Ćaleta-Car ·
69 Mikautadze ·
98 Maitland-Niles ·
Coach: Sage
· Keeperstrainer: Vercoutre
1 Buffon  ·
2 Maggio ·
3 Chiellini ·
4 Astori ·
5 De Sciglio ·
6 Candreva ·
7 Aquilani ·
8 Marchisio ·
9 Balotelli ·
10 Giovinco ·
11 Gilardino ·
12 Sirigu ·
13 Marchetti ·
14 El Shaarawy ·
15 Barzagli ·
16 De Rossi ·
17 Cerci ·
18 Montolivo ·
19 Bonucci ·
20 Abate ·
21 Pirlo ·
22 Giaccherini ·
23 Diamanti ·
Coach: Prandelli
1 Buffon  ·
2 De Sciglio ·
3 Chiellini ·
4 Darmian ·
5 Motta ·
6 Candreva ·
7 Abate ·
8 Marchisio ·
9 Balotelli ·
10 Cassano ·
11 Cerci ·
12 Sirigu ·
13 Perin ·
14 Aquilani ·
15 Barzagli ·
16 De Rossi ·
17 Immobile ·
18 Parolo ·
19 Bonucci ·
20 Paletta ·
21 Pirlo ·
22 Insigne ·
23 Verratti ·
Coach: Prandelli
1 Buffon  ·
2 De Sciglio ·
3 Chiellini ·
4 Darmian ·
5 Ogbonna ·
6 Candreva ·
7 Zaza ·
8 Florenzi ·
9 Pellè ·
10 Motta ·
11 Immobile ·
12 Sirigu ·
13 Marchetti ·
14 Sturaro ·
15 Barzagli ·
16 De Rossi ·
17 Éder ·
18 Parolo ·
19 Bonucci ·
20 Insigne ·
21 Bernardeschi ·
22 El Shaarawy ·
23 Giaccherini ·
Coach: Conte